# Chodzik dla dziecka

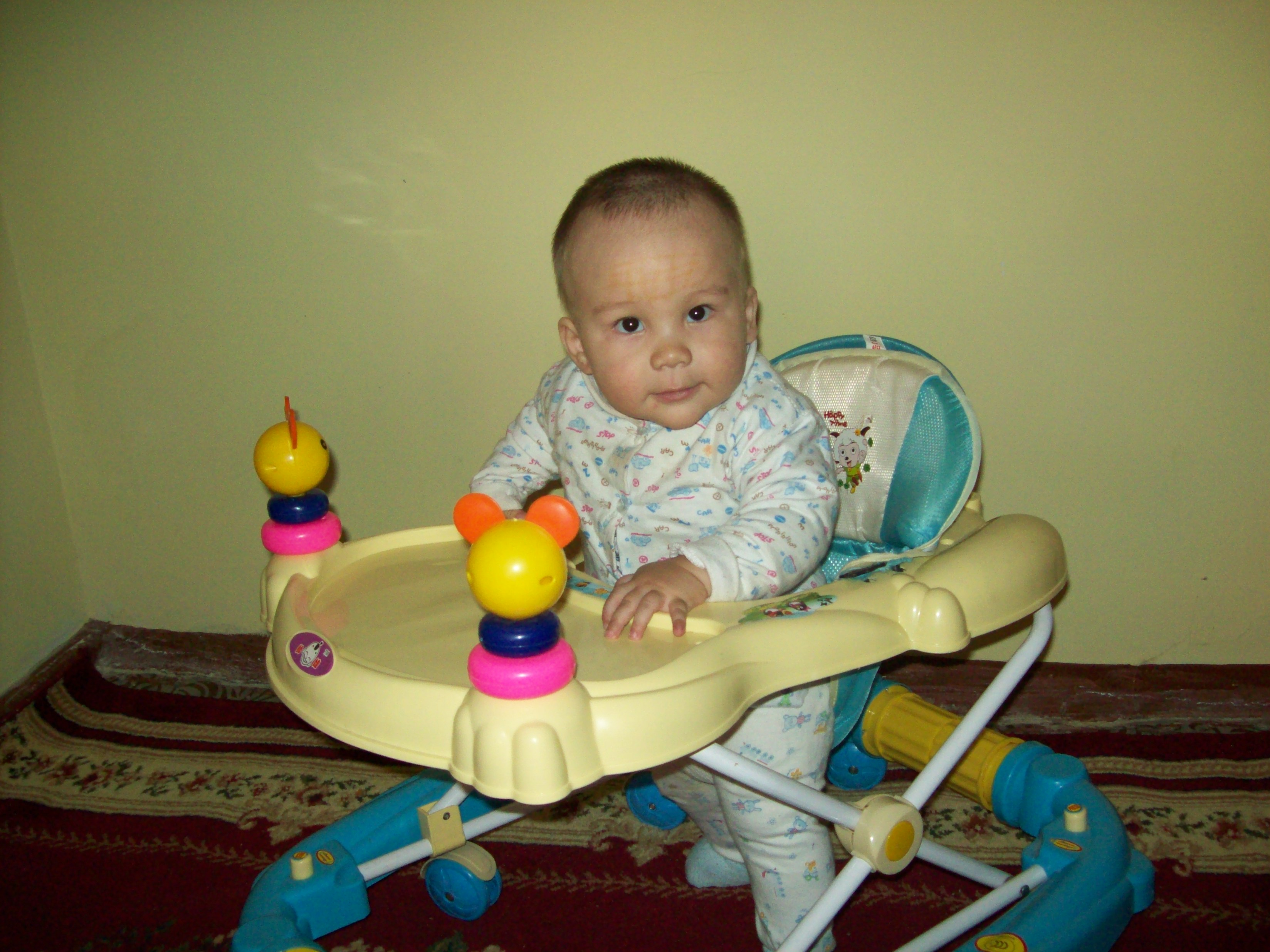
6-miesięczny niemowlak w chodziku

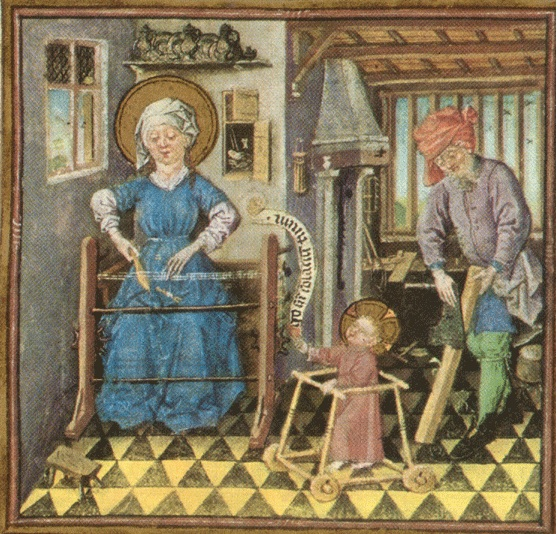
Mały Jezusek w chodziku, ilustracja z Godzinek Katarzyny z Kleve

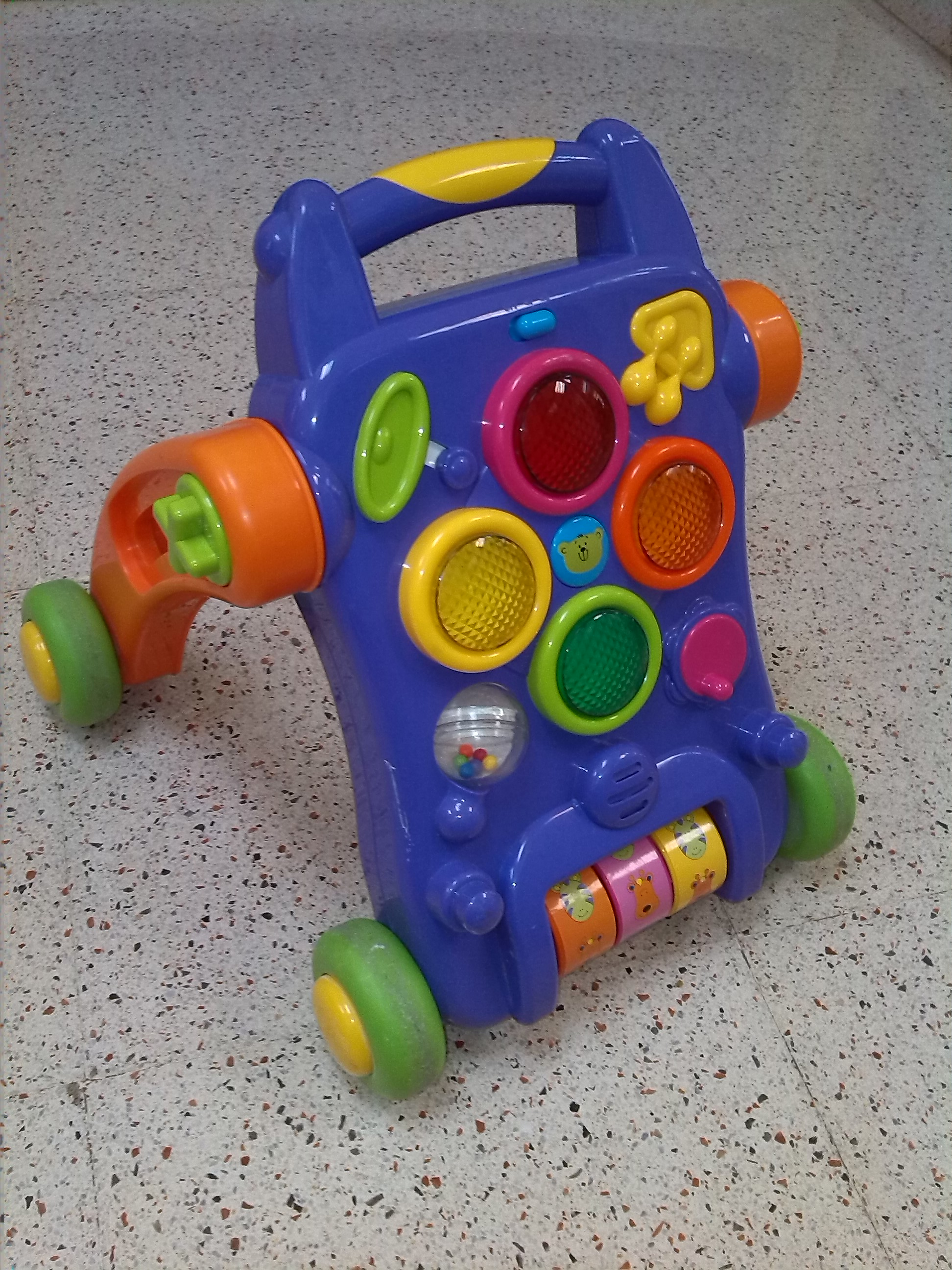
Chodzik pchacz, zarazem zabawka dla dziecka

Chodzik dla dziecka – urządzenie na kółkach stworzone w celu nauki umiejętności chodzenia małego dziecka oraz zabezpieczenia go przed upadkiem.

## Krytyka chodzików dla dzieci
Gdy niemowlę znajduje się w chodziku, nie pracują wszystkie jego mięśnie biorące udział w procesie chodzenia. Nie jest także angażowany przy tym zmysł równowagi. W chodziku dziecko jest stale przytrzymywane przez urządzenie, przeciwnie niż podczas swobodnego chodzenia. Używanie chodzika przez dłuższy czas może powodować, że dziecko zacznie samodzielnie chodzić znacznie później oraz że będzie częściej upadać podczas prób stawiania samodzielnie kroków.
Od klasycznych chodzików znacznie mniej wad mają chodziki pchacze, które również często mogą spełniać rolę zabawki.